# Langquaid
Langquaid är en köping (Markt) i Landkreis Kelheim i Regierungsbezirk Niederbayern i förbundslandet Bayern i Tyskland.
Köpingen ingår i kommunalförbundet Siegenburg tillsammans med kommunerna Herrngiersdorf och Hausen, Kelheim.